# André Vonarburg
André Vonarburg (* 16. Januar 1978) ist ein ehemaliger Schweizer Ruderer und mehrfacher Schweizer Meister in verschiedenen Disziplinen.

## Werdegang
Vonarburg wuchs am Sempachersee (in Sempach) auf und wurde von seinem Vater in den Rudersport eingeführt, wo er sich schnell an die Spitze der Junioren vorkämpfte. Er trainierte im Seeclub Sempach. Für diesen konnte er im Laufe seiner Karriere 22 Schweizer Meistertitel (9 im Einer, 6 im Doppelzweier, 7 im Doppelvierer) sowie 12 Schweizer Meistertitel auf dem Ergometer gewinnen. Als Junior konnte er zudem zweimal an den Junioren-Weltmeisterschaften Bronze gewinnen. Der ehemalige Wirtschaftsstudent nimmt seither für die Schweiz an internationalen Wettkämpfen teil und wurde während seines Studiums ausserdem noch Studentenweltmeister im Skiff.
Vonarburg nahm an vier Olympischen Spielen teil. Bei den Olympischen Spielen in Sydney 2000 erreichte er im Doppelvierer den fünften Rang. Bei den Olympischen Spielen in Athen 2004 fuhr er im Skiff auf den achten Schlussrang. Bei den Olympischen Spielen in Peking 2008, ebenfalls im Skiff, erreichte er den neunten Schlussrang. 
Ab 2009 ruderte er zusammen mit Florian Stofer im Doppelzweier. Zusammen konnten sie an den Europameisterschaften 2009 die Silbermedaille errudern. 2011 wurde er mit Stofer zusammen in den Doppelvierer mit Nico Stahlberg und Jérémy Maillefer umgesetzt. Schnell zeigte sich, dass in dieser Konstellation mehr Potential steckt als im Doppelzweier. Schon nach wenigen Trainings resultierten zwei vierte Plätze am Weltcup in Hamburg und in Luzern. Mit einem neunten Platz bei den Weltmeisterschaften 2011 qualifizierte sich der Schweizer Doppelvierer für die Olympischen Spiele 2012. Bei der olympischen Regatta in Eton belegte der Doppelvierer mit Stofer, Stahlberg, Vonarburg und Augustin Maillefer den zwölften Platz. Danach endete Vonarburgs Karriere im Leistungssport.

## Internationale Erfolge
- 1995: 3. Platz Junioren-Weltmeisterschaften im Achter
- 1996: 2. Platz Indoor-Rowing-WM in der Altersklasse U19
- 1996: 3. Platz Junioren-Weltmeisterschaften im Doppelzweier
- 1997: 4. Platz U23-Weltmeisterschaften im Einer
- 1997: 17. Platz Weltmeisterschaften im Doppelzweier
- 1998: 3. Platz U23-Weltmeisterschaften im Doppelzweier
- 1998: 9. Platz Weltmeisterschaften im Doppelvierer
- 1999: Weltcup-Gesamtsieg im Doppelvierer
- 1999: 6. Platz Weltmeisterschaften im Doppelvierer
- 2000: 5. Platz Olympische Spiele im Doppelvierer
- 2002: 1. Platz Studentenweltmeisterschaft im Einer
- 2004: 8. Platz Olympische Spiele im Einer
- 2008: 9. Platz Olympische Spiele im Einer
- 2009: 7. Platz Weltmeisterschaften im Doppelzweier
- 2009: 2. Platz Europameisterschaften im Doppelzweier
- 2010: 6. Platz Europameisterschaften im Doppelzweier
- 2011: 9. Platz Weltmeisterschaften im Doppelvierer
- 2012: 12. Platz Olympische Spiele im Doppelvierer